# Aethiora fuliginea
Aethiora fuliginea är en skalbaggsart som först beskrevs av Francis Polkinghorne Pascoe 1864.  Aethiora fuliginea ingår i släktet Aethiora och familjen långhorningar. Inga underarter finns listade i Catalogue of Life.